# Liopropoma incomptum
Liopropoma incomptum là một loài cá biển thuộc chi Liopropoma trong họ Cá mú. Loài này được mô tả lần đầu tiên vào năm 1988.

## Phân bố và môi trường sống
L. incomptum có phạm vi phân bố giới hạn ở Tây Thái Bình Dương. Loài cá này hiện chỉ được biết đến qua một mẫu vật, được thu thập ở vùng biển ngoài khơi tỉnh Madang, Papua New Guinea (phía đông bắc của đảo New Guinea). L. incomptum được thu thập ở độ sâu khoảng 61 m.

## Mô tả
Chiều dài cơ thể tối đa được ghi nhận ở L. incomptum là 6,7 cm, thuộc về một cái thể cái.
Số gai ở vây lưng: 8; Số tia vây mềm ở vây lưng: 12; Số gai ở vây hậu môn: 3; Số tia vây mềm ở vây hậu môn: 8.